# 贝塞 (夏朗德省)
贝塞（法語：Bessé，法語發音：[bese]）是法国夏朗德省的一个市镇，属于孔福朗区。

## 地名
该地在中文谷歌地图中显示的中文名为“贝斯”，此为中文谷歌地图误用了名称拼写相近的另一个市镇贝斯（Besse）的中文名。

## 地理
贝塞（45°57'19"N, 0°4'24"E）面积7.67 平方千米，位于法国新阿基坦大区夏朗德省，该省份为法国西部内陆省份，北起德塞夫勒省和维埃纳省，东临上维埃纳省，东南至多尔多涅省，南至多爾多涅省，西接滨海夏朗德省。
与贝塞接壤的市镇（或旧市镇、城区）包括：沙尔梅、苏维涅、蒂松、库尔科姆。
贝塞的时区为UTC+01:00、UTC+02:00（夏令时）。

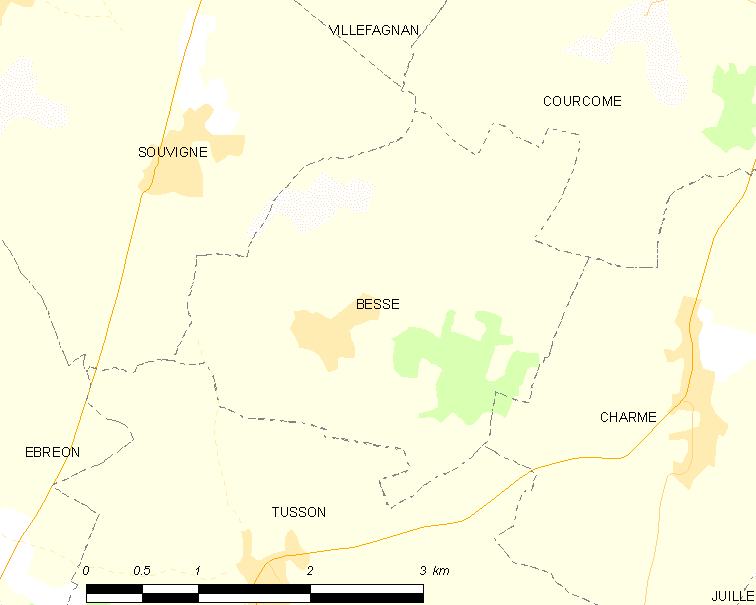
贝塞的OSM定位图

## 行政
贝塞的邮政编码为16140，INSEE市镇编码为16042。

## 政治
贝塞所属的省级选区为夏朗德北县。

## 人口

1962-2008年间贝塞人口变化图示

贝塞于2022年1月1日时的人口数量为113人。